# 진희규
진희규(秦喜葵, 1878년 9월 3일 ~ 1959년 11월 25일)는 일제강점기의 정치인이다. 일본 황실 중추원 참의이다. 본적은 경상북도 대구부 상동이며, 경상북도 달성군(現 대구광역시 달성군)에서 태어났다. 본관은 풍기 진씨다.

## 생애
1911년 10월부터 1920년까지 경상북도 참사를 역임했으며 1915년 10월 28일 도로부지로 토지를 기부하여 목배 1개를 받았다. 1918년 대구은행 감사역, 1919년 계림농림주식회사 취체역, 1920년 대동사, 대구주조주식회사 취체역으로 근무했으며 1920년 4월부터 1933년까지 경일은행 이사, 1923년부터 1927년까지 대구은행 대주주를 역임했다.
1924년 4월 1일과 1927년 4월 1일 경상북도 관선 도평의회원으로 선출되었으며 1924년 경상북도 달성군 수성수리조합 조합장, 수성공립보통학교 학부형장학회 회장을 역임했다. 1927년 1월 20일부터 1938년 6월까지 달성동부금융조합 조합장, 1928년 경상합동은행 대주주를 역임했으며 1928년 11월 16일 일본 정부로부터 쇼와 대례 기념장을 받았다.
1930년 6월 3일부터 1933년 6월 2일까지 조선총독부 중추원 참의로 재임했다. 1935년부터 1939년까지 대구상공은행 이사를 역임했으며 1937년 7월 1일 조선총독부 시정 25년 기념 박물관 건설비 1,000원, 1938년 8월 4일 대구공립여자고등보통학교 설립비 1,000원을 각각 기부하여 일본 정부로부터 포장을 받았으며 광복 이후인 1949년 3월 18일 반민족행위특별조사위원회에 자수했다.
친일파 708인 명단의 중추원 부문, 민족문제연구소의 친일인명사전 수록자 명단의 중추원 부문, 친일반민족행위진상규명위원회가 발표한 친일반민족행위 705인 명단에 포함되었다.

## 가족 관계
- 족보를 보면 친손자는 한나라당 정치가. 진성호(秦聖昊) 제18대 국회의원이며, 진외증손자가 배우 이서진(李瑞鎭)이다. 왜냐하면 그의 다섯째 아들인 진상민(秦相敏)의 둘째 아들이 진성호 전 국회의원이며, 셋째 딸[1][2][3] 진말홍[4](秦末洪)의 셋째 아들 이재응(李在應)의 둘째 아들이 이서진이기 때문이다.

## 참고자료
- 친일반민족행위진상규명위원회 (2009). 〈진희규〉. 《친일반민족행위진상규명 보고서 Ⅳ-17》. 서울. 525~531쪽.